# Інжирний персик
Інжирний персик (Prunus persica var. platycarpa) — сорт персика з блідо-жовтими плодами, які мають сплющену форму.

## Опис
Інжирні персики більш пласкі, ніж плоди більш популярних сортів персиків. Їх шкірка жовта і червона, і вони менш пухнасті, ніж багато інших персиків. Внутрішня частина плоского персика біла на вигляд.
Їх збирають з кінця весни до кінця літа.
Інжирні персики зазвичай солодші за інші персики, але все одно мають впізнаваний персиковий смак. Ці персики мають складніший смак і аромат, часто описуються як такі, що мають мигдалеві ноти.

## Інші назви
Інжирні персики відомі під багатьма іншими назвами, зокрема персиковий пончик або персик-донат, парагвайський персик, персик пан тао, блюдцевий персик, плоский персик, черевний персик, персик-НЛО, китайський плоский персик, капелюшковий персик, персик із заварним кремом, дикий персик, білий персик, гарбузовий персик, зім'ятий персик, бубликовий персик або лавашовий персик.

## Історія
Інжирний персик походить з Китаю, де він відомий як pántáo (кит.: 蟠桃). Плід інжирного персика згадується в романі XVI століття Подорож на Захід, у якому Нефритовий імператор доручає Вуконгу взяти під контроль Пан Тао Юань («Сад персиків, що згорнулися»). Пізніше Вуконг з'їдає більшість рідкісних видів фруктів у саду та отримує вічне життя.
Інжирний персик був завезений до США з Китаю в 1871 році.